# Heimdal
Heimdal – jednostka osadnicza w Stanach Zjednoczonych, w stanie Dakota Północna, w hrabstwie Wells.